# Un aristocrate célibataire
Un aristocrate célibataire, aussi traduit Un gentleman célibataire, Le Gentilhomme célibataire et L'Aristocratique célibataire (The Adventure of the Noble Bachelor en version originale), est l'une des cinquante-six nouvelles d'Arthur Conan Doyle mettant en scène le détective Sherlock Holmes. Elle est parue pour la première fois dans la revue britannique Strand Magazine en avril 1892, avant d'être regroupée avec d'autres nouvelles dans le recueil Les Aventures de Sherlock Holmes (The Adventures of Sherlock Holmes).

## Résumé
Lord Robert St. Simon sollicite l'aide de Sherlock Holmes et du Dr Watson à la suite de la mystérieuse disparition de son épouse, Hatty Doran, pendant leur réception de mariage. Il raconte qu'Hatty, venue de San Francisco, était impatiente de l'épouser. Cependant, son comportement changea brusquement après la cérémonie, durant laquelle un incident particulier s'était produit : elle laisse tomber son bouquet, qu'un gentleman assis au premier rang lui ramasse et lui rend.
Lors du petit-déjeuner de noces organisé chez le père de la mariée, Hatty eut une conversation avec sa femme de chambre avant de prétendre une "indisposition soudaine" et de se retirer dans sa chambre. Peu après, on découvrit qu'elle s'est volatilisée. Plus inquiétant encore, sa robe de mariée et son alliance furent retrouvées sur les berges de la Serpentine, poussant l'inspecteur Lestrade de Scotland Yard à faire draguer la rivière à la recherche de son corps.
Tandis que Lestrade et Watson restent perplexes, Holmes, qui a déjà traité des affaires similaires, perce rapidement le mystère. Après avoir retrouvé Hatty, il l'oblige à révéler la vérité à St. Simon : l'homme mystérieux du premier rang n'était autre que Francis H. Moulton, son premier époux. Des années auparavant, peu après leur mariage, Moulton était parti chercher fortune comme prospecteur. À la suite d'une attaque d'Apaches sur son campement minier, il fut présumé mort. Hatty, bien que toujours amoureuse de lui, finit par accepter les avances de St. Simon.
En réalité, Moulton avait été capturé par les Apaches mais avait réussi à s'échapper. Il avait ensuite suivi la trace d'Hatty jusqu'à Londres pour la retrouver. Lors de la cérémonie, elle le reconnut immédiatement, mais il lui fit signe de garder le silence pour éviter tout scandale, glissant discrètement une note dans son bouquet lorsqu'il le lui rendit. C'est alors qu'Hatty décida de mettre en scène sa disparition pour retrouver son premier amour.
Holmes convainc Hatty de faire preuve d'honnêteté et de présenter ses excuses à St. Simon et elle raconte toute son histoire au 221B Baker Street. Hatty et son mari Moulton reste dîner mais Lord Saint-Simon ne peut se résoudre à rester, trop outragé par cette rupture de mariage.

## Adaptations

### Télévision
La nouvelle a été adaptée en 1993 dans la série britannique Sherlock Holmes avec Jeremy Brett dans le rôle-titre. Elle a été fusionnée avec une autre nouvelle, La Pensionnaire voilée, pour former le téléfilm nommé en français Le mystère de Glavon Manor (The Eligible Bachelor en anglais).

### Bande dessinée
La nouvelle a été adaptée en 2011 en Corée du Sud par Kwon Kyo-Jeong sous la forme d'un manwha intitulé « The Sherlock Holmes Story vol. 1 ». L'ouvrage a été traduit et publié en français en 2012 par les éditions Kwari en conservant le même titre. L'intrigue reste fidèle à la nouvelle d'origine malgré une modernisation des relations entre les personnages inspirée de la série Sherlock de la BBC.

## Livre audio
- Arthur Conan Doyle, Le Gentilhomme célibataire [« The Adventure of the Noble Bachelor »], Paris, La Compagnie du Savoir, coll. « Les enquêtes de Sherlock Holmes », 2011 (EAN 3760002139647, BNF 42478173)Narrateur : Cyril Deguillen ; support : 1 disque compact audio ; durée : 56 min environ ; référence éditeur : La Compagnie du Savoir CDS070. Le nom du traducteur n'est pas indiqué.